# Glenea citrina
Glenea citrina là một loài bọ cánh cứng trong họ Cerambycidae.